# Kad sam srela
Kad sam srela är Marta Savićs femte studioalbum, utgivet på Zam Production, år 1996.

## Låtlista
1. Kad sam srela (När jag träffade dig) (Duett med Mile Kitić)
2. Pet godina (Fem år)
3. Nisi me voleo (Du har inte älskat mig)
4. Brodolom (Skeppsbrott)
5. Kuću da gradiš (Att bygga ett hus)
6. Voz (Tåg)
7. Verovala sam (Jag trodde)
8. Hajde, suzo (Kom igen, tår)
9. Da znaš, Bože (Du vet, Gud)
10. Kakav si to čovek (Vilken typ av människa)